# Калатрава, Сантьяго

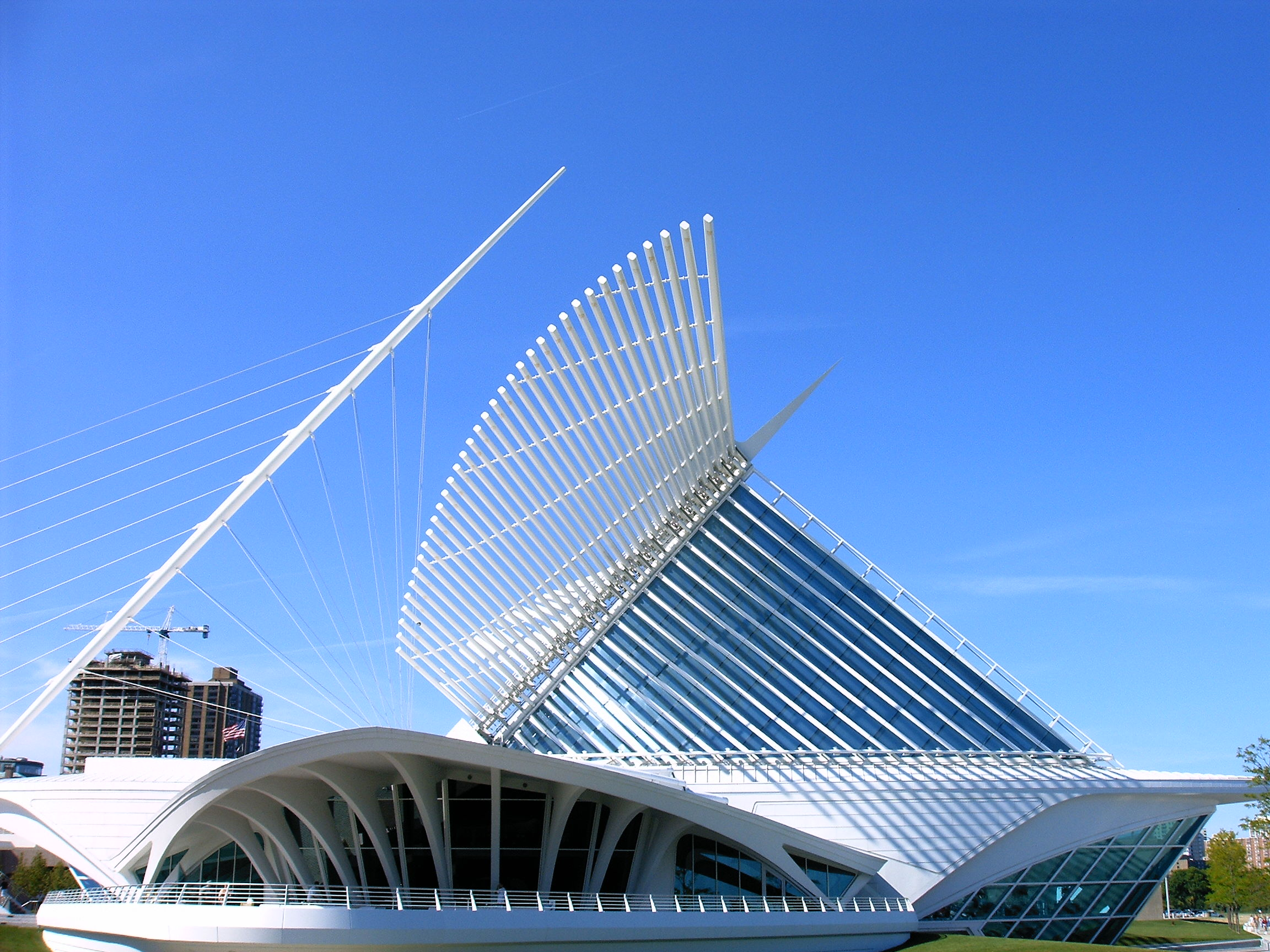
Художественный музей в Милуоки, США

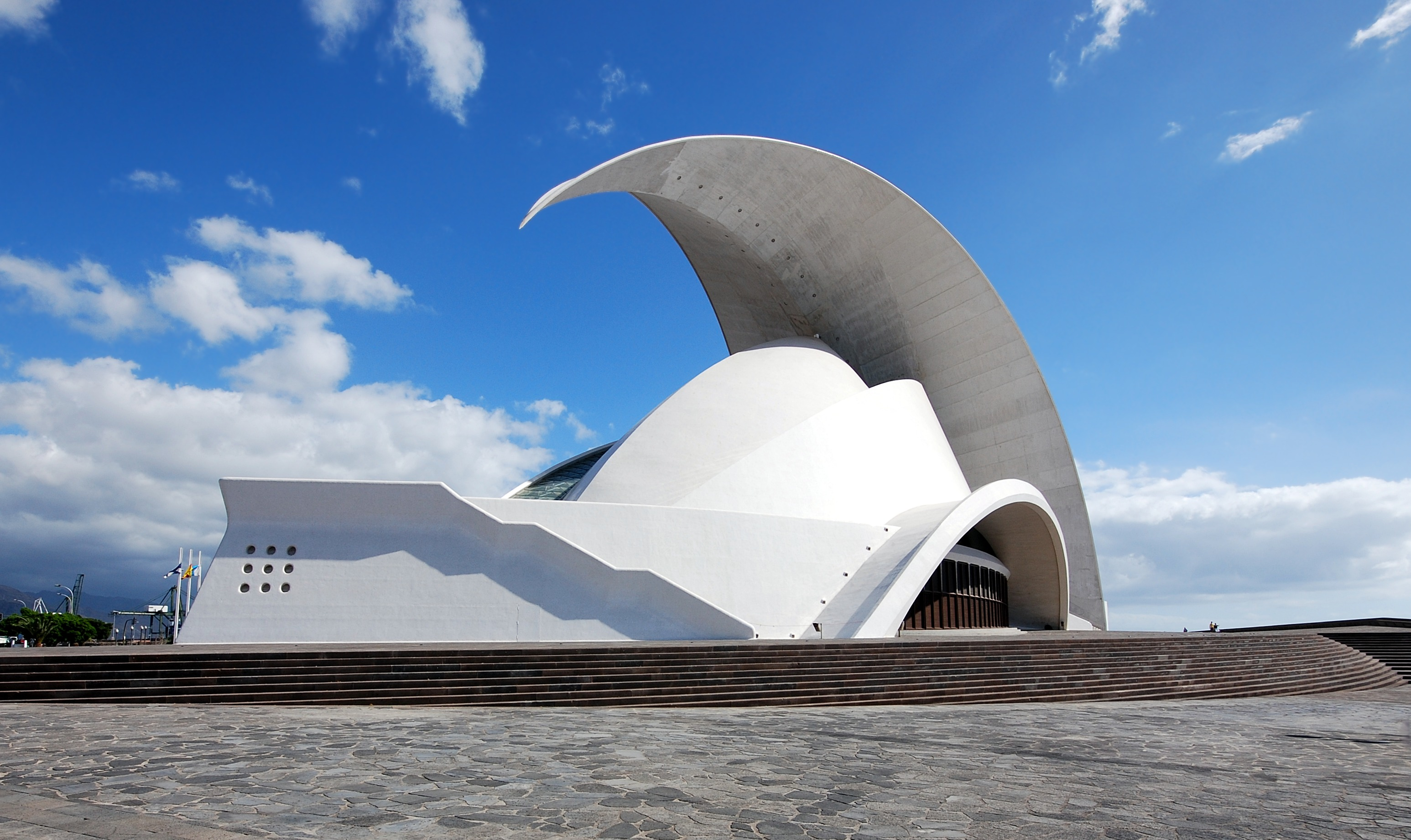
Аудиторио-де-Тенерифе

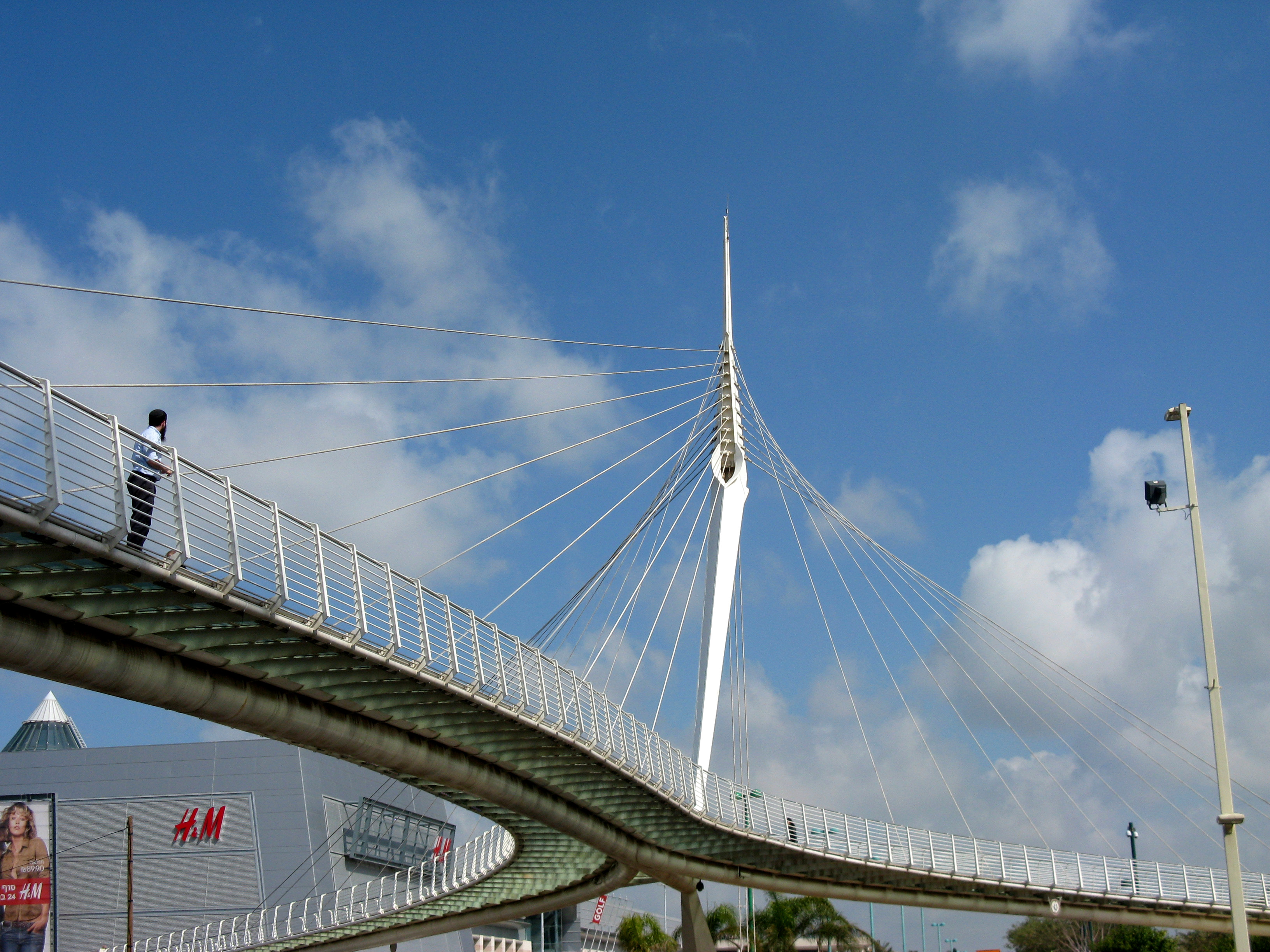
Струнный мост в Петах-Тикве

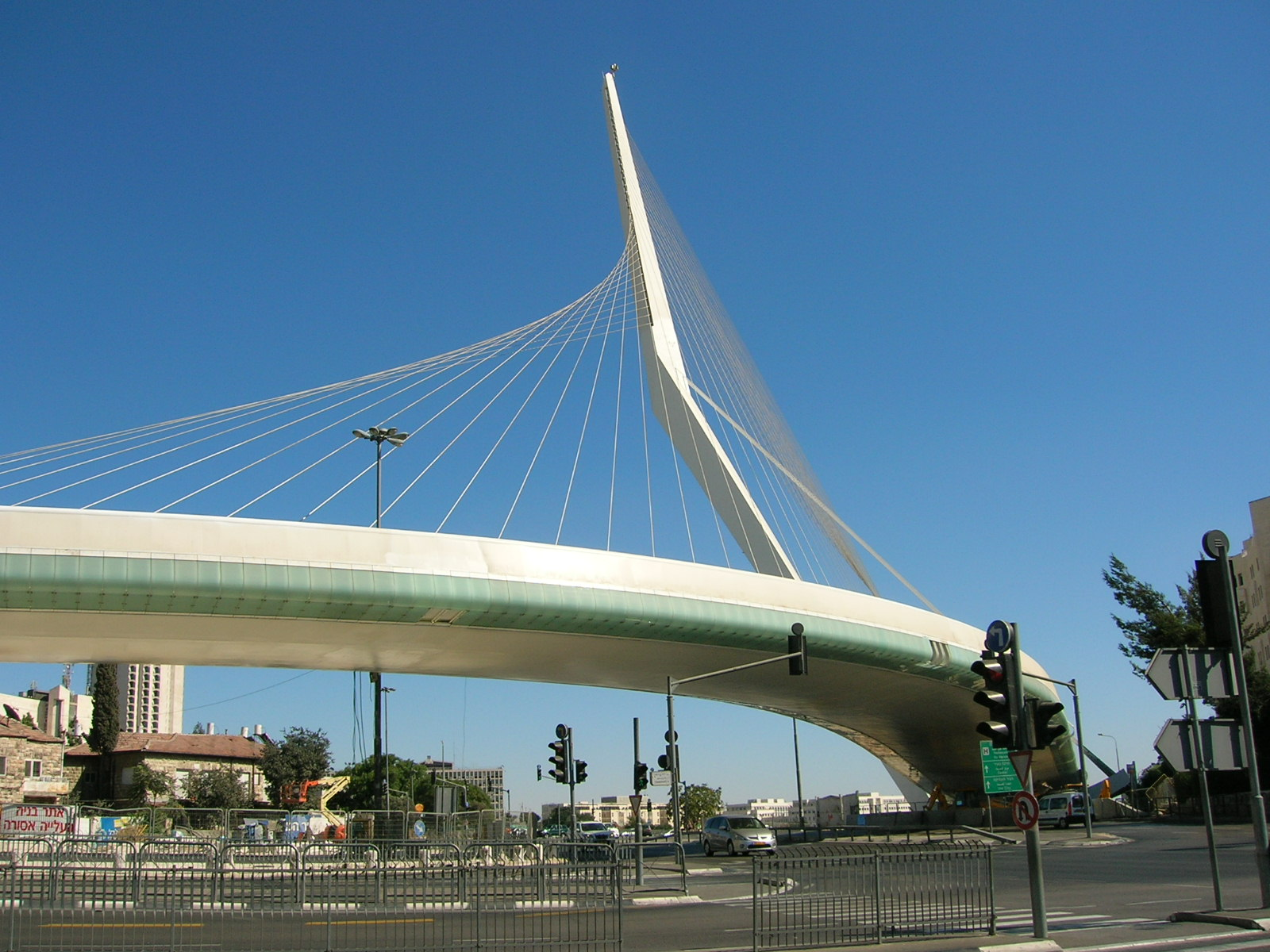
Струнный мост в Иерусалиме

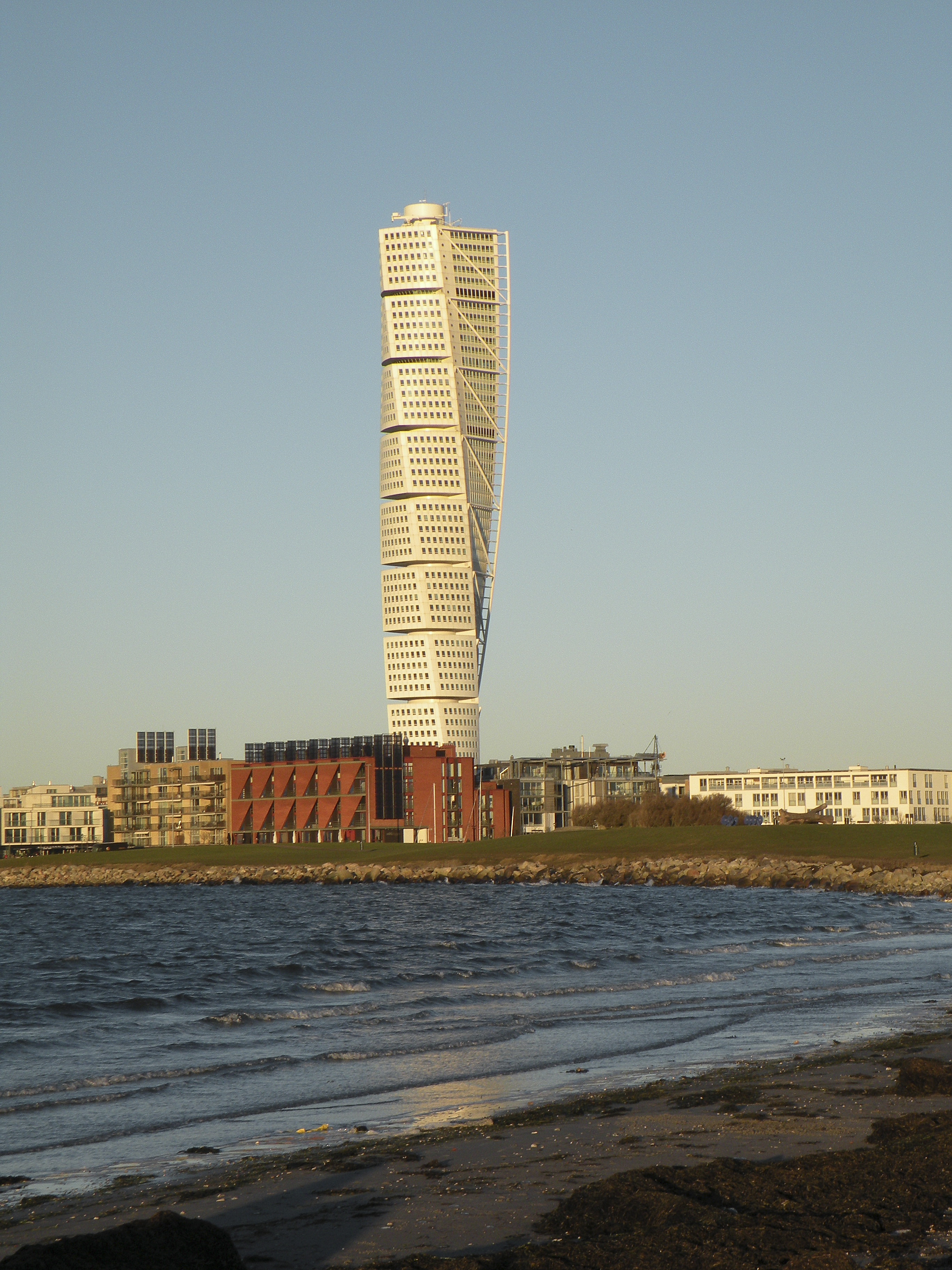
Небоскрёб Turning Torso («Скрученное туловище») в Мальмё. 54 этажа. Строился с 2001 по 2005 годы. Вид со стороны пролива Эресунн

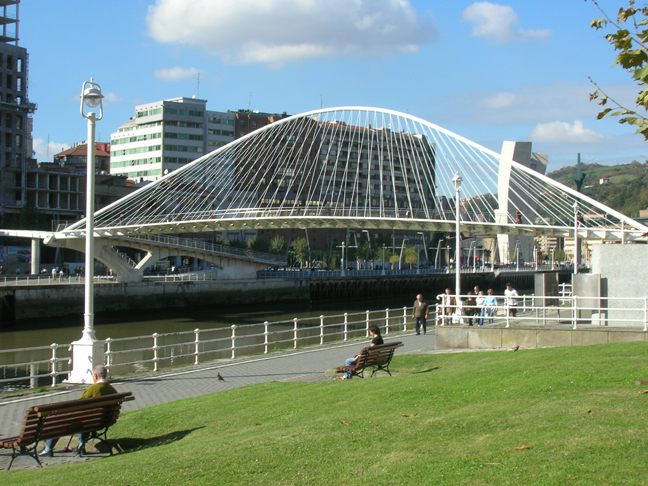
Мост Субисури в Бильбао

Сантьяго Калатрава Вальс (исп. Santiago Calatrava Valls; род. 29 июля 1951, Валенсия) — испанско-швейцарский архитектор и скульптор, автор многих футуристических построек в разных странах мира. Его эстетику иногда определяют как «био-тек». Иностранный член РААСН.

## Биография
Калатрава родился 28 июля 1951 года в Валенсии. Занимался в Школе архитектуры и в Школе искусств и ремёсел при Политехническом университете (Universidad Politécnica de Valencia) в родном городе. Окончив образование в 1975 году, устроился на работу в Швейцарскую высшую техническую школу Цюриха (известную также как ETH, или ETHZ) в Цюрихе, где получил диплом инженера.
В своем творчестве Калатрава испытал влияние Ле Корбюзье. В 1981 году Калатрава открыл свою мастерскую в Цюрихе, причем работал и как архитектор, и как инженер. Его первым проектом стал ангар завода компании Jakem в швейцарском Мунхвиллене (1983—1985). В 1989 году открыл филиал своего бюро в Париже.
В 2012 году в Эрмитаже прошла персональная выставка Калатравы, ставшая самой посещаемой архитектурной выставкой 2012 года в мире по версии «The Art Newspaper».

## Творчество
- 1983—1984, склад завода компании Jakem, Мюнхвилен, Швейцария[5]
- 1983—1985, Ernsting Warehouse, Кёсфельд, Германия
- 1983—1988, Wohlen High School, Волен, Швейцария
- 1983—1990, Железнодорожная станция Цюрих Штадельхофен, Цюрих, Швейцария
- 1983—1989, Железнодорожный вокзал, Люцерн, Швейцария
- 1984—1987, Bac de Roda Bridge, Барселона, Испания
- 1984—1988, Barenmatte Community Center, Зур, Швейцария,
- 1986—1987, Tabourettli Theater, Базель, Швейцария,
- 1987—1992, BCE Place, Торонто, Канада,
- 1989—1994, Satolas TGV Station, Лион, Франция
- 1992, Puente del Alamillo, Севилья (Испания)
- 1992, Телебашня Монжуик Олимпийский парк[исп.], Барселона, Испания
- 1992, Всемирная выставка, павильон Кувейта, Севилья (Испания)
- 1992—1995, реставрация берлинского моста Обербаумбрюкке
- 1994—1997, пешеходный мост Кампо Волантин, Бильбао, Испания
- 1996, Город искусств и наук, Валенсия, Испания
- 1998, Восточный вокзал, Лиссабон, Португалия
- 1998, Мост Женщины, в районе Пуэрто-Мадеро Буэнос-Айреса, Аргентина
- 2000, Новый терминал аэропорта Бильбао, Бильбао, Испания
- 2001, Художественный музей Милуоки, Милуоки, Висконсин, США
- 2003, Мост Джеймса Джойса, мост через реку Лиффи, Дублин, Ирландия
- 2003, Аудиторио-де-Тенерифе, Тенерифе, Испания
- 2004, перестройка Athens Olympic Sports Complex, Афины, Греция
- 2004, Sundial Bridge at Turtle Bay, Реддинг, Калифорния, США
- 2004, Три моста (Harp, Cittern и Lute) spanning the main canal of the Haarlemmermeer, Нидерланды
- 2004, Цюрихский университет, «Bibliothekseinbau» library remodelling, Цюрих, Швейцария
- 2005, Turning Torso, Мальмё, Швеция
- 2006, Струнный мост в Петах-Тикве
- 2007, Три моста на Автостраде А1 и  станция высокоскоростной железной дороги Милан-Болонья Reggio Emilia AV Mediopadana, Италия
- 2008, Мост Конституции, Венеция
- 2008, Струнный мост в Иерусалиме
- 2009, Кинетическая композиция в Технионе — Израильский технологический институт, Хайфа, Израиль
- 2009, Мост Сэмюэла Беккета, мост через реку Лиффи, Дублин, Ирландия
- 2009, железнодорожный вокзал Льеж-Гийемен (фр. Liège-Guillemins) в Льеже, Бельгия
- 2012, Мост Мира[6], Калгари, Канада
- 2012, Мост Маргарет Хант Хилл, мост через реку Тринити, Даллас, Техас, США